# Cyrtopogon gobiensis
Cyrtopogon gobiensis là một loài ruồi trong họ Asilidae. Cyrtopogon gobiensis được Lehr miêu tả năm 1998. Loài này phân bố ở vùng Cổ Bắc giới.